# ダリオ・デ・レゴヨス
ダリオ・デ・レゴヨス（Darío de Regoyos y Valdés、1857年11月1日 - 1913年10月29日）はスペインの画家である。 印象派や新印象派のスタイルの画家の一人である。

## 略歴
スペイン北部、アストゥリアス州のリバデセリャ(Ribadesella)の建築家の息子に生まれた。マドリードの王立サン・フェルナンド美術アカデミーでベルギー生まれの画家、カルロス・デ・アエス(Carlos de Haes)に学んだ。
1880年にパリに移り、マクシミリアン・リュスの友人になり、その少し後にリュスとブリュッセルに移った。ブリュッセルではテオ・ファン・レイセルベルヘやフランツ・シャルレと知り合い、彼らと美術家集団、「L'Essor(発展)」を創立し、その後1883年に「20人展」の創立メンバーにもなった。これらの展覧会に常時出展した。
1889年までブリュッセルを拠点に活動したが、各地の旅するのを好み、ファン・レイセルベルヘとスペインを旅し、ハールレムやザントフォールトでも活動した。
ジェームズ・マクニール・ホイッスラーやカミーユ・ピサロ、ポール・シニャック、ジョルジュ・スーラを尊敬し、かれらのもとを訪ねた。ピサロやシニャック、スーラとはジャン＝フランソワ・ラファエリとともに、1888年に展覧会を開いた。1889年のアンデパンダン展にエドガー・ドガやシニャック、ピサロと出展し、好評を得た。
風景画を描き、点描も用いた。印象派のスタイルにもかかわらず画面は時として暗い色調である、「陰鬱な印象派( gloomy impressionis)」と呼ばれることもあった
1895年にフランス女性と結婚した。1898年には妻とロンドンに滞在した後、スペインのサン・セバスティアンに住んだ。スペインでは印象派の絵画に対する評価が低く、スペインの人気はそれほどでもなく、レゴヨスはパリの展覧会への出展を続けた。
作曲家のエンリケ・フェルナンデス・アルボスとイサーク・アルベニス、詩人・劇作家のエミール・ヴェルハーレンと友人になり、ヴェルハーレンとスペインを旅した後、1899年に旅行記「暗いスペイン(La Espana negra)」を出版した。1907年頃から癌の兆候が見られたが、ドイツへの旅を含む旅を続けた。1913年にバルセロナで死去した。
作品はティッセン＝ボルネミッサ美術館やプラド美術館、ビルバオ美術館などに展示されている。

## 作品

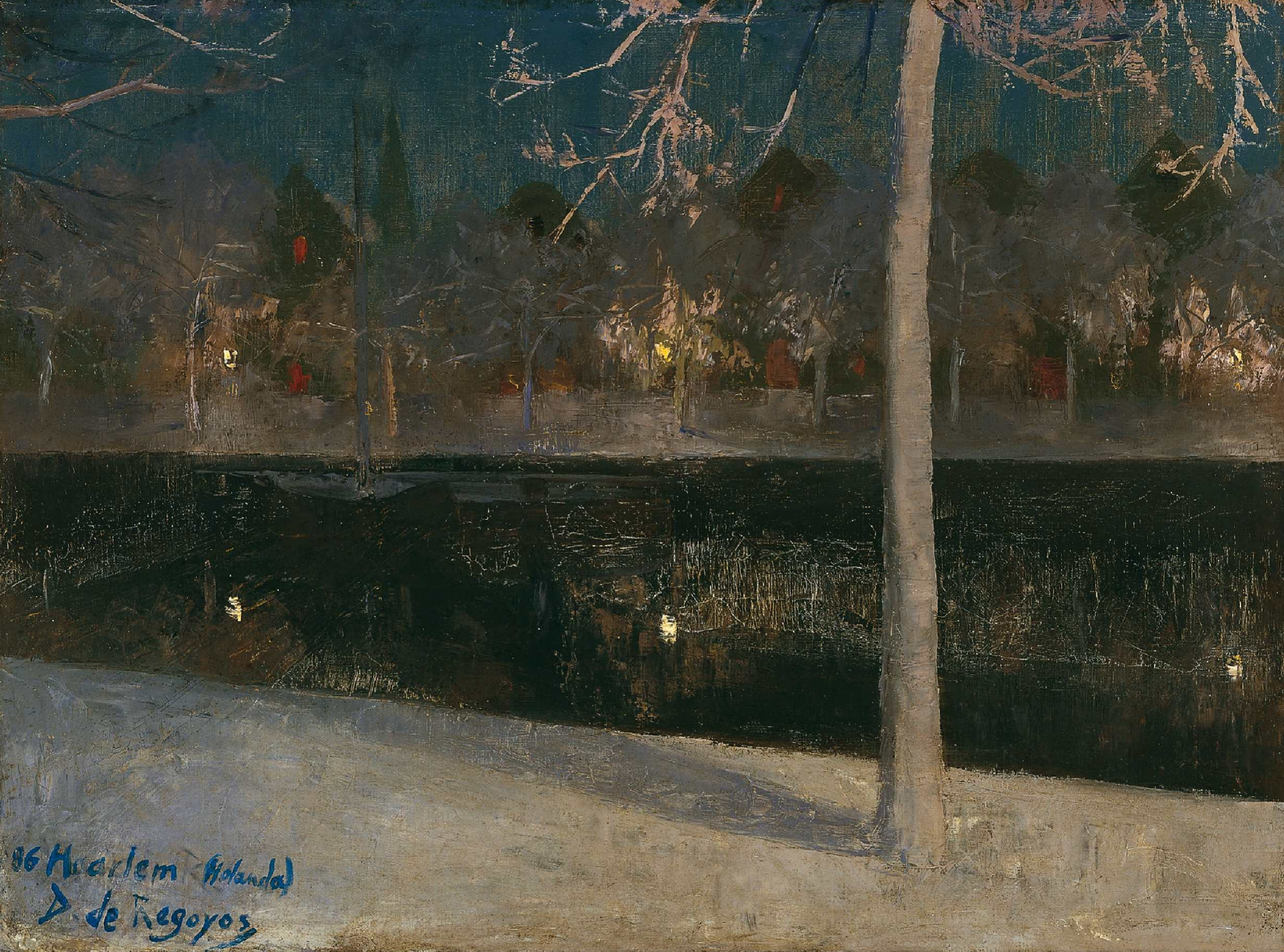
ハーレムの夜の雪景色 (1886)
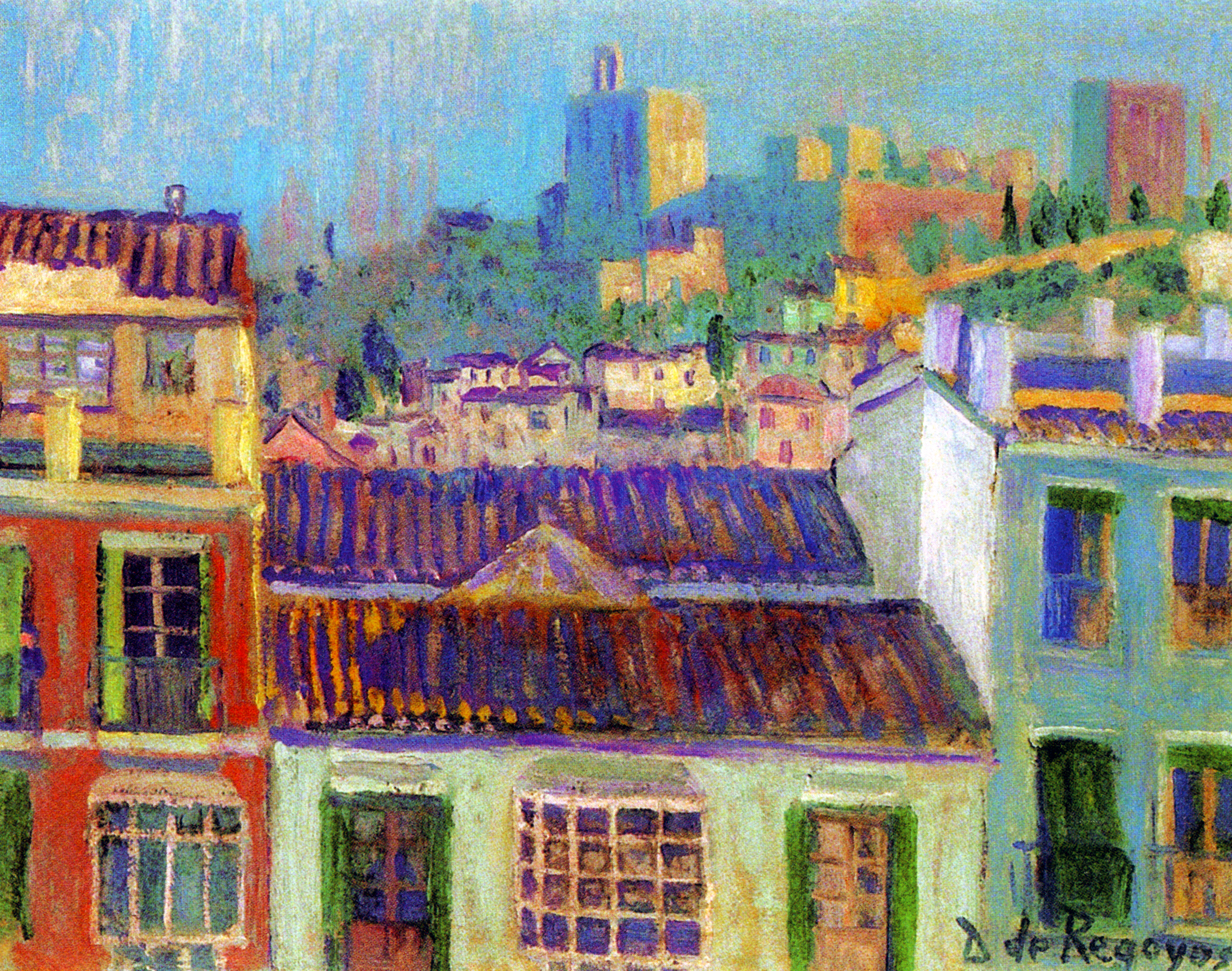
アルハンブラ宮殿の眺め
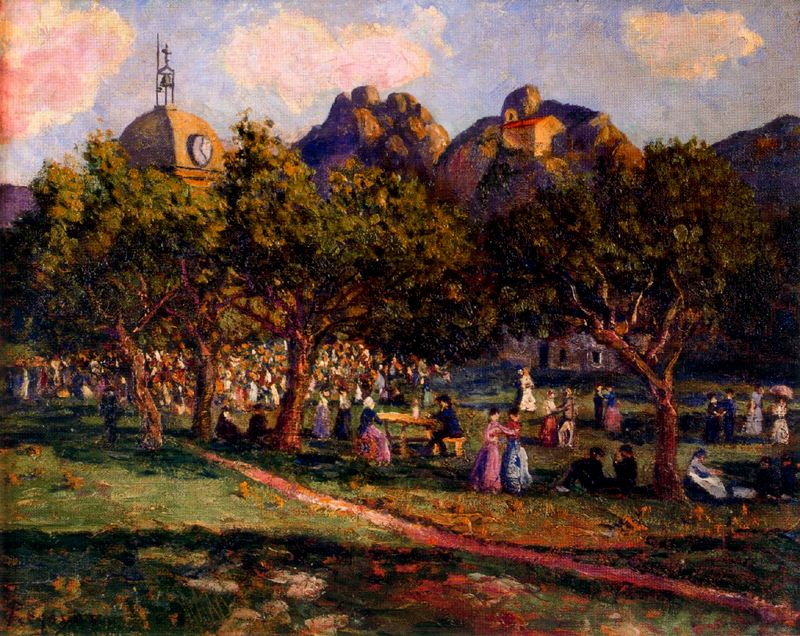
Urdúliz (1908)

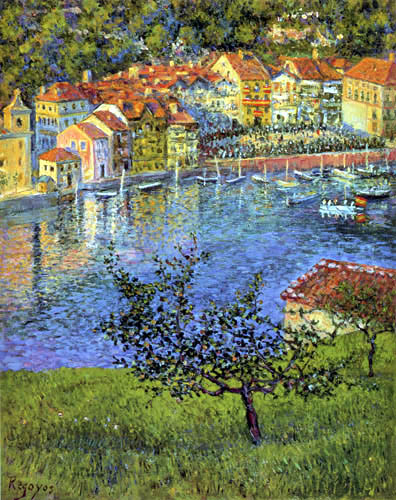
Toros en Pasajes-闘牛場の見える風景 (1900)
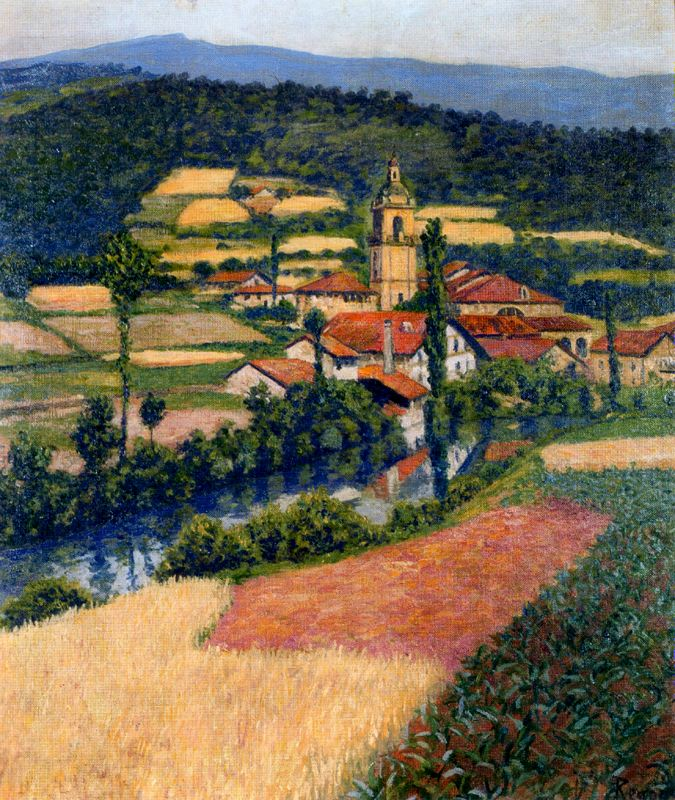
イウレタ (1907)
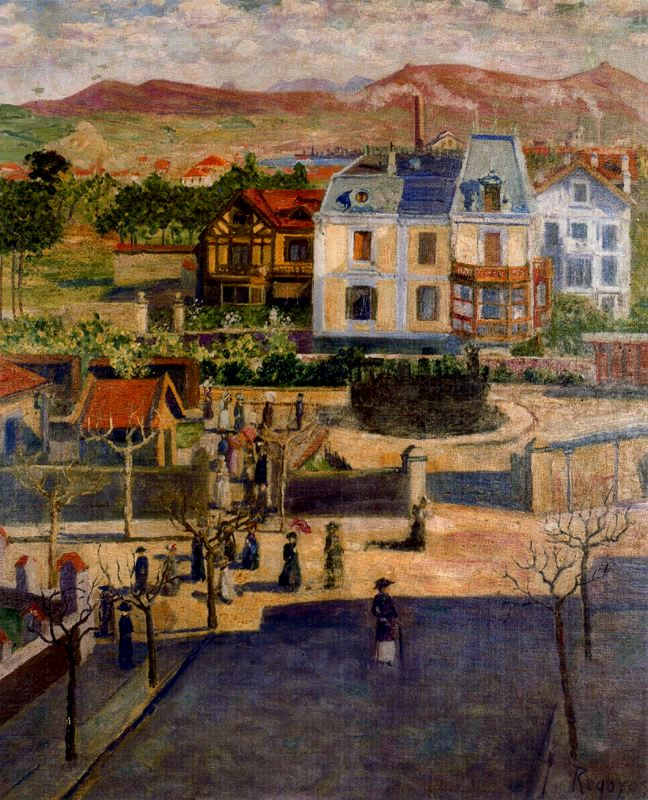
ラスアレナス駅 (1909)
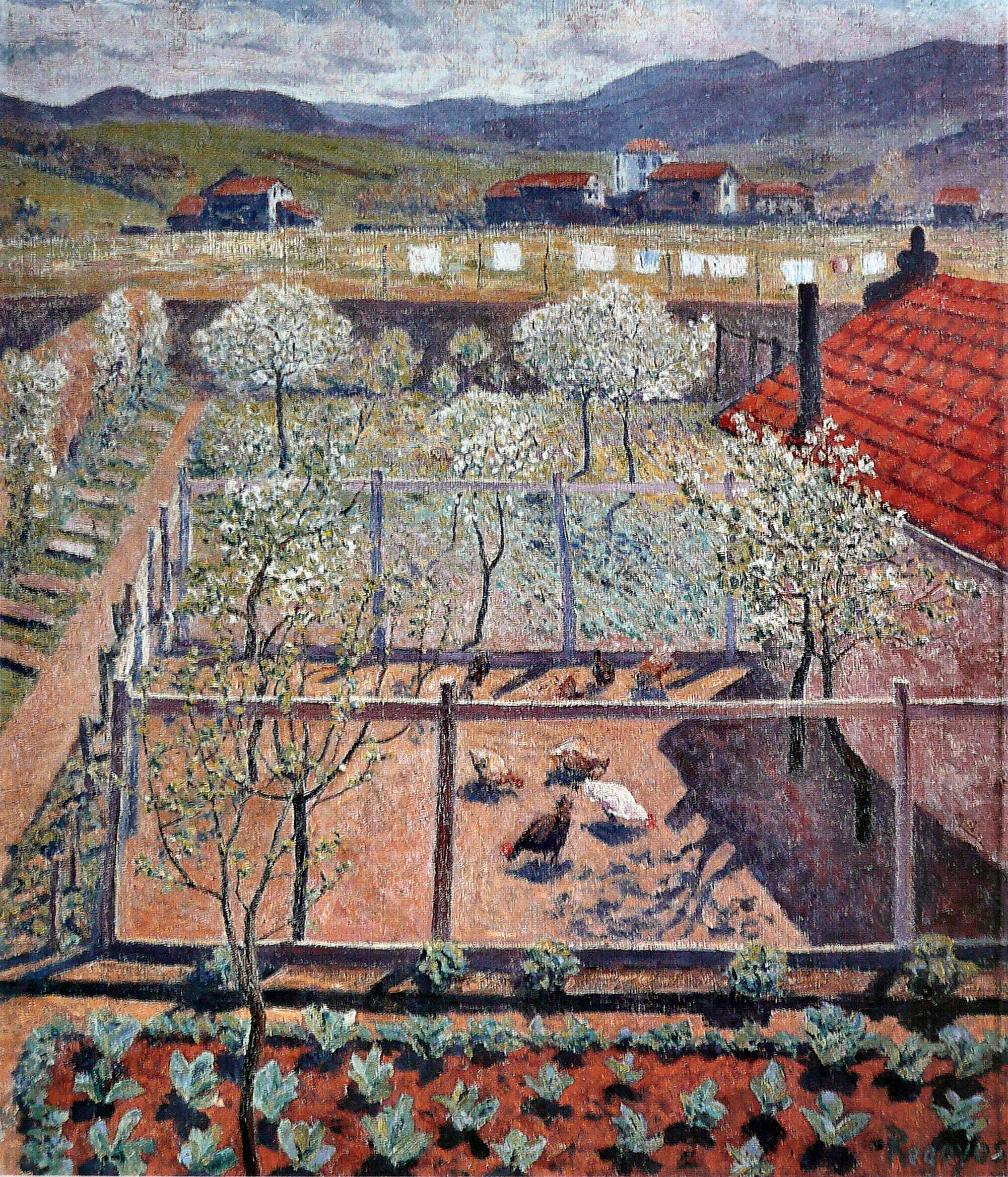
鶏小屋 (1912)